# Gauré
Gauré (okzitanisch Gaure) ist eine französische Gemeinde im Département Haute-Garonne in der Region Okzitanien. Sie gehört zum Arrondissement Toulouse und zum Kanton Pechbonnieu. Die 467 Einwohner (Stand: 1. Januar 2022) werden Gauréens genannt.

## Geographie
Die Gemeinde Gauré liegt an der Sausse, etwa 14 Kilometer östlich von Toulouse. Umgeben wird Gauré von den Nachbargemeinden Saint-Pierre im Norden, Verfeil im Nordosten, Bourg-Saint-Bernard im Osten, Vallesvilles im Süden, Drémil-Lafage im Südwesten und Westen sowie Lavalette im Westen und Nordwesten.

## Bevölkerungsentwicklung
| Jahr                       | 1962 | 1968 | 1975 | 1982 | 1990 | 1999 | 2006 | 2017 | 2019 |
| Einwohner                  | 305  | 252  | 270  | 319  | 355  | 495  | 492  | 494  | 467  |
| Quellen: Cassini und INSEE |      |      |      |      |      |      |      |      |      |

## Sehenswürdigkeiten

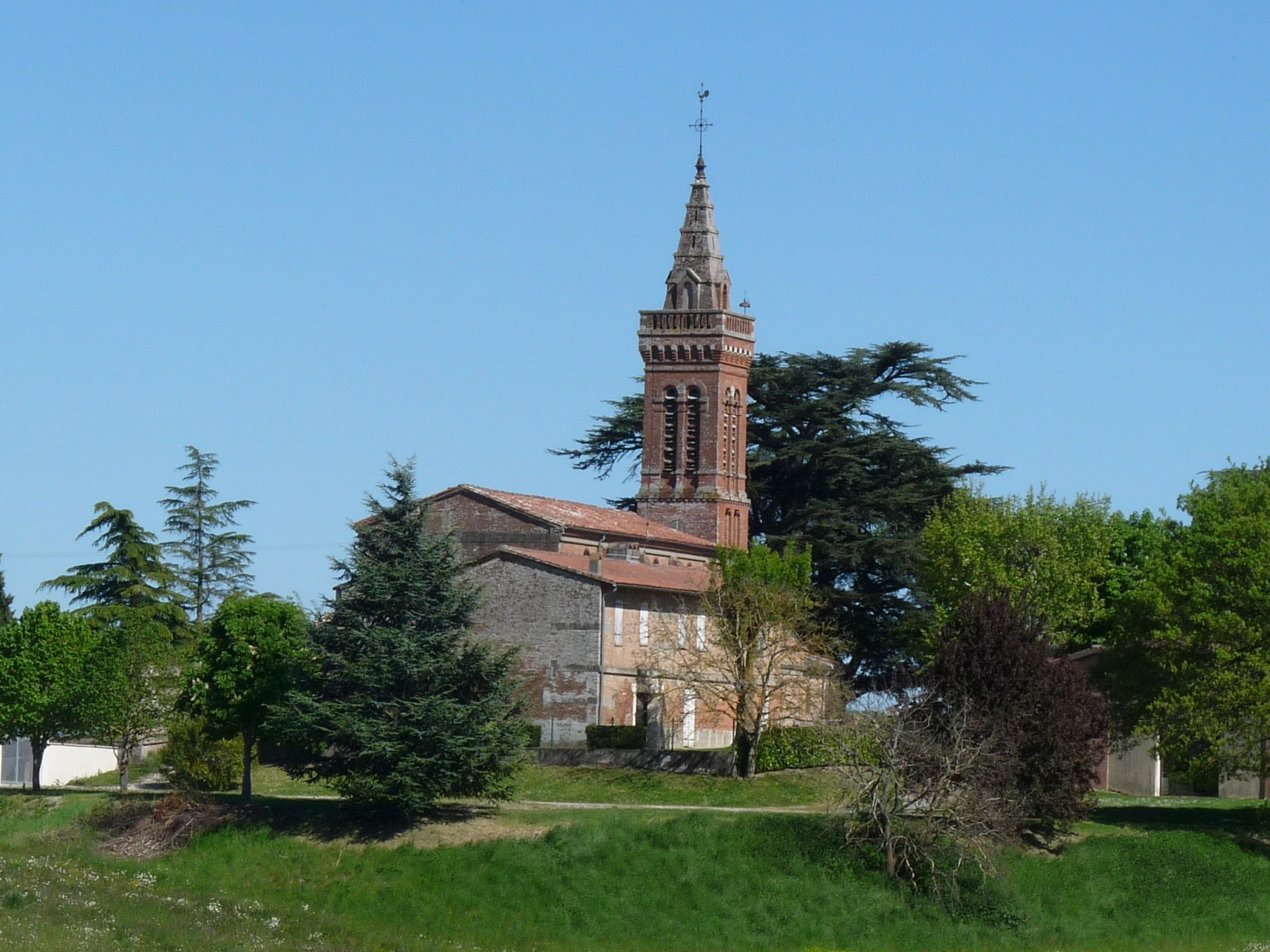
Kirche Saint-Julien
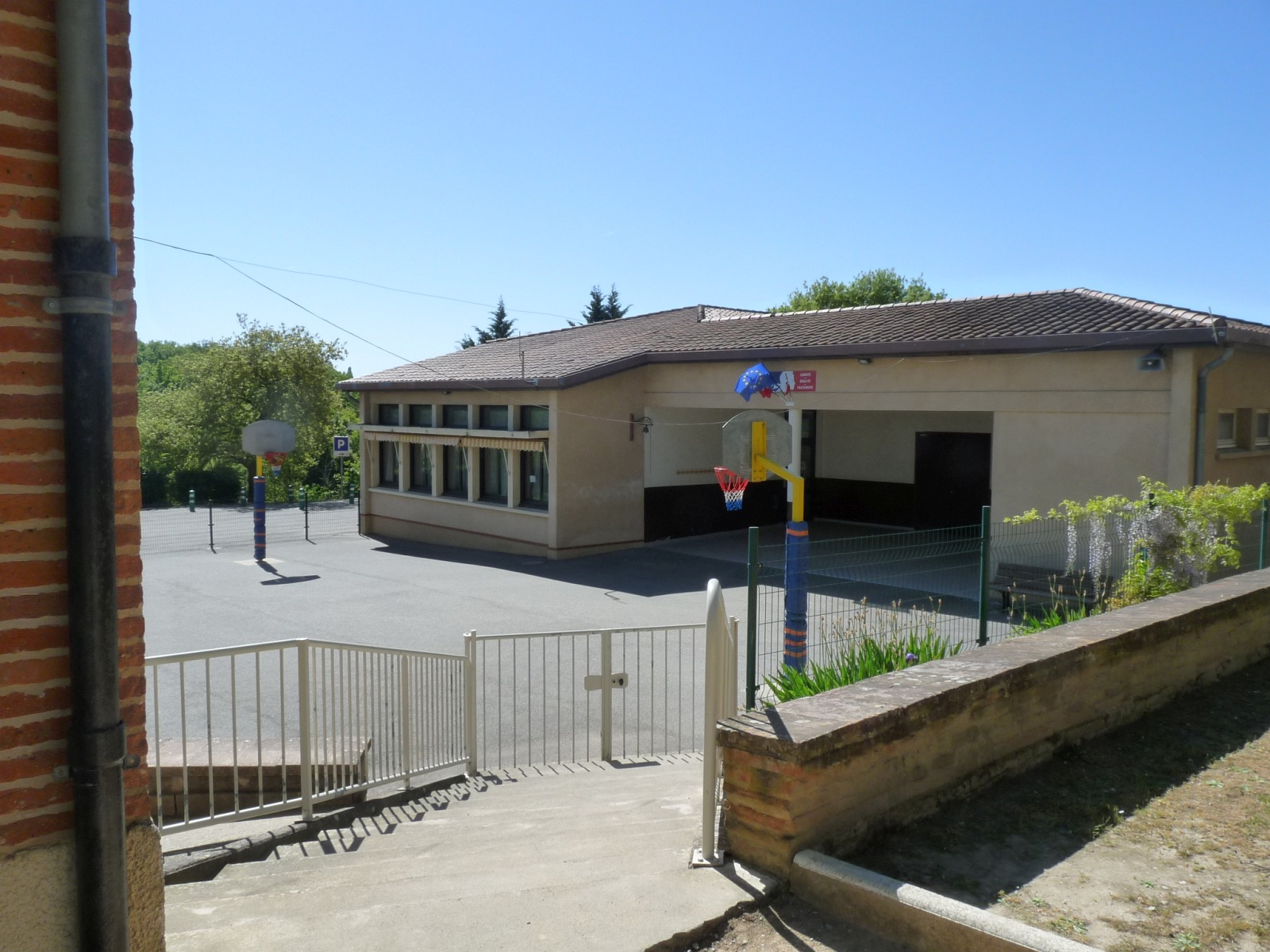
Schule
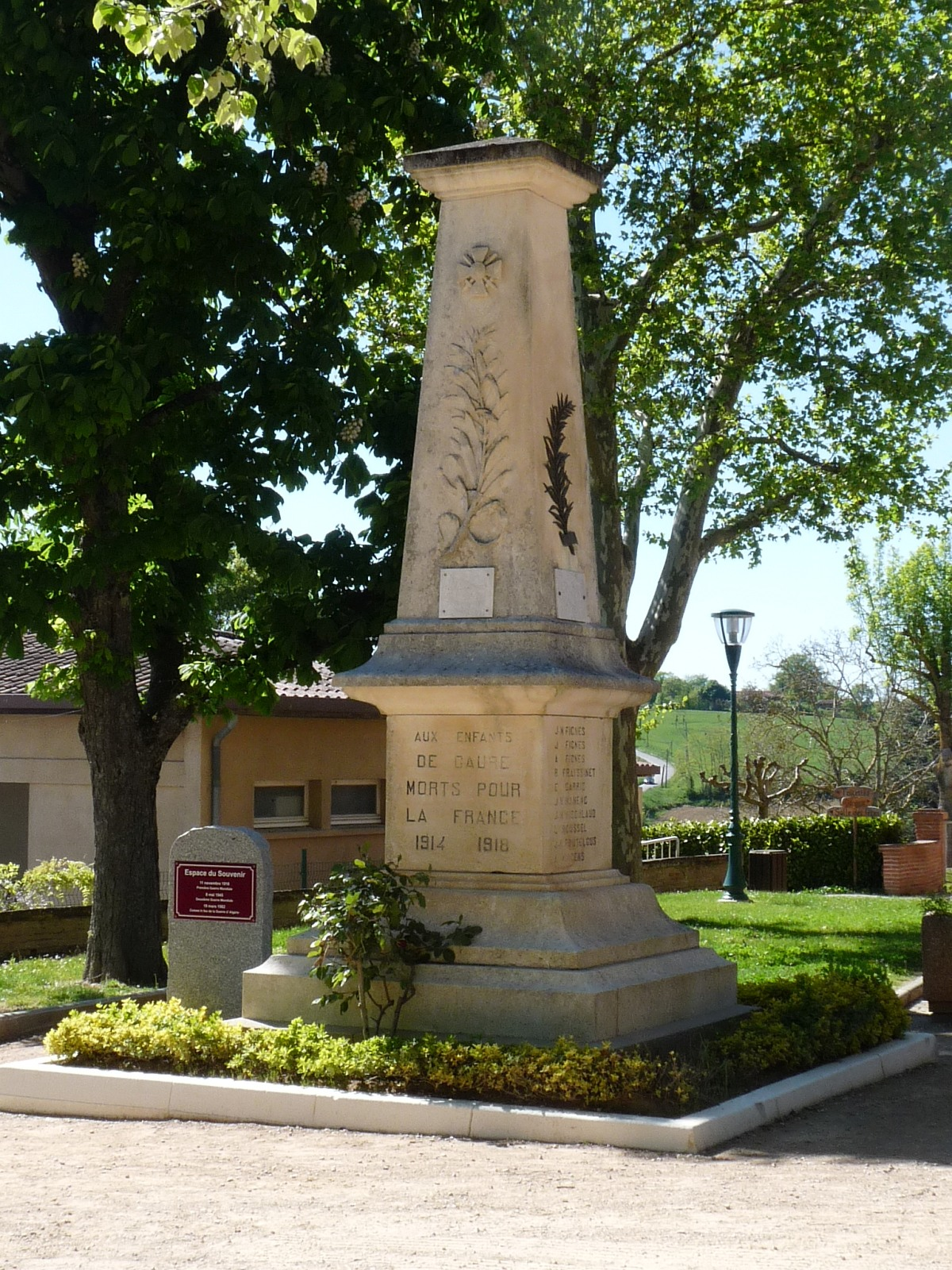
Gefallenendenkmal
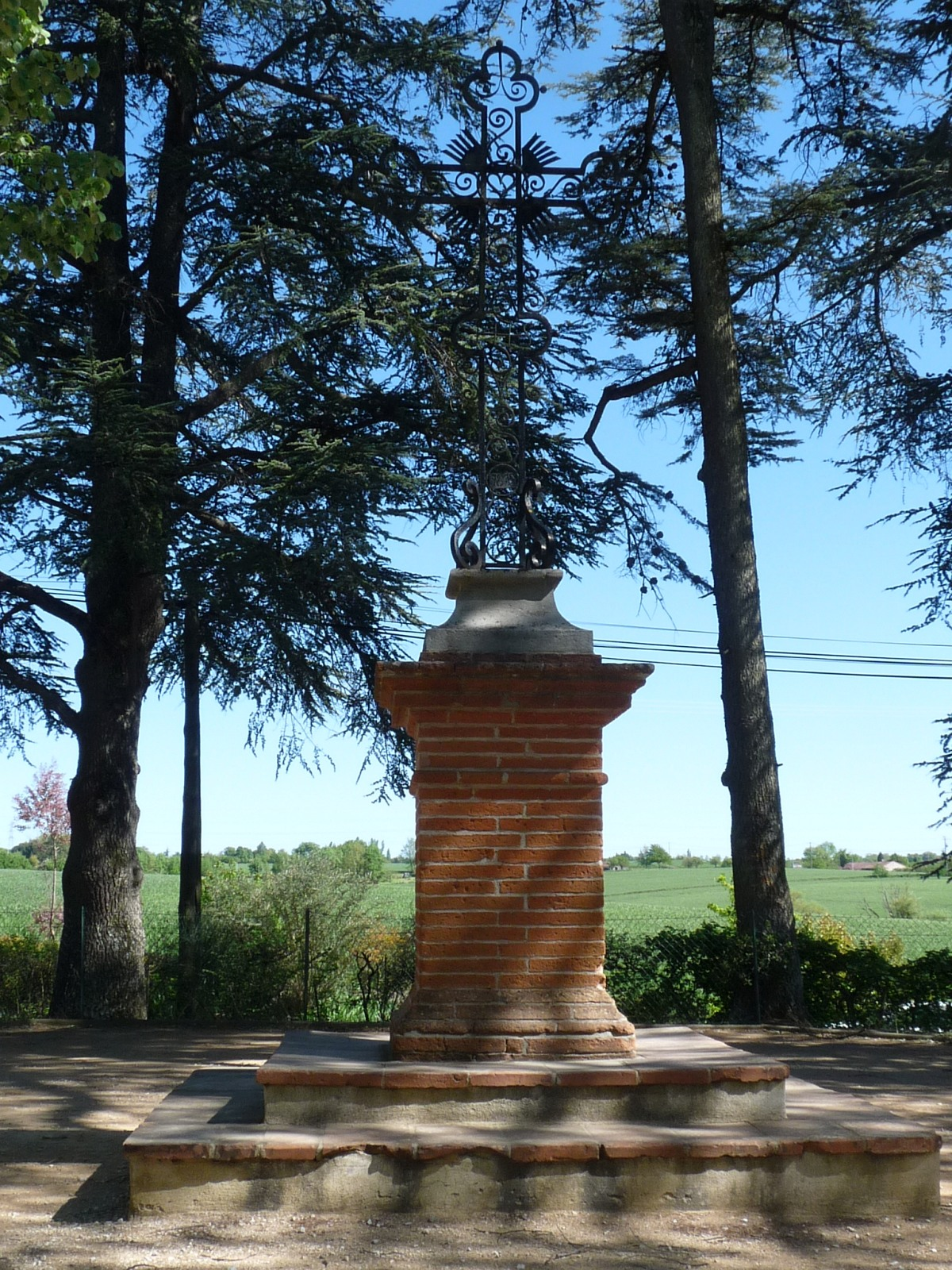
Missionskreuz

- Kirche Saint-Julien
- Schule
- Gefallenendenkmal
- Missionskreuz